# Laurence Olivier Award alla miglior performance in un ruolo non protagonista in un musical
Il Premio Laurence Olivier alla miglior performance non protagonista in un musical (Laurence Olivier Award for Best Performance in a Supporting Role in a Musical) è un riconoscimento teatrale presentato dal 1979 che viene consegnato ai migliori attori o attrici in ruoli da non protagonisti in musical nuovi o revival.
Il premio nasce come Society of West End Theatre Awards, poi ribattezzato in nome del celebre attore nel 1984.
La categoria alla miglior performance in un ruolo non protagonista in un musical è stata fondata nel 1991 per premiare le migliori interpretazioni maschili e femminili da non protagonista in un musical e dal 2015 il premio è stato diviso in due categorie: miglior attore non protagonista in un musical e miglior attrice non protagonista in un musical.

## Vincitrici e candidati

### Anni 1990
- 1991
  - Karla Burns – Show Boat nel ruolo di Tuptim
  - Sandra Browne – The King and I nel ruolo di Lady Thiang
  - Clive Carter – Into the Woods nel ruolo di Cinderella's Prince/Lupo cattivo
- 1992
  - Jenny Galloway – The Boys From Syracuse
  - Gregg Baker – Carmen Jones
  - Karen Parks – Carmen Jones
  - Martin Smith – A Swell Party
- 1993
  - Janie Dee – Carousel nel ruolo di Carrie Pipperidge
  - Ian Bartholomew – Radio Times
  - Clive Rowe – Carousel nel ruolo di Enoch Snow Snr.
  - Chris Langham – Crazy for You
- 1994
  - Sara Kestelman – Cabaret nel ruolo di Fraulein Schneider
  - Henry Goodman – City of Angels nel ruolo di Buddy Fidler e Irwin S. Irving
  - Barry James – Sweeney Todd: The Demon Barber of Fleet Street nel ruolo del Messo Bamford
  - Adrian Lester – Sweeney Todd: The Demon Barber of Fleet Street nel ruolo di Anthony Hope
- 1995
  - Tracie Bennett – She Loves Me
  - Sharon D. Clarke – Once on This Island
  - Tara Hugo – L'opera da tre soldi
  - Barry James – She Loves Me
- 1996
  - Sheila Gish – Company nel ruolo di Joanne
  - John Bennet – Jolson The Musical
  - Siân Phillips – A Little Night Music nel ruolo di Madame Armfeldt
  - Sophie Thompson – Company nel ruolo di Amy
- 1997
  - Clive Rowe – Guys and Dolls nel ruolo di 'Nicely Nicely' Johnson
  - James Gillan – Tommy
  - Hugh Ross – Passion
  - Tony Selby – Paint Your Wagon
- 1998
  - James Dreyfus – Lady in the Dark
  - Nicky Henson – Enter the Guardsman
  - April Nixon – Damn Yankees
  - Issy van Randwyck – Kiss Me, Kate
- 1999
  - Shuler Hensley – Oklahoma! nel ruolo di Jud Fry
  - Wilson Jermaine Heredia – Rent nel ruolo di Angel
  - Jimmy Johnston – Oklahoma! nel ruolo di Will Parker
  - Andrew Kennedy – Annie nel ruolo di Rooster Hannigan

### Anni 2000
- 2000
  - Jenny Galloway – Mamma Mia! nel ruolo di Rosie
  - Joseph Alessi – Animal Crackers
  - Steven Houghton – Spend Spend Spend
  - Louise Plowright – Mamma Mia! nel ruolo di Tanya
  - Denis Quilley – Candide
- 2001
  - Miles Western – Pageant
  - Rosemary Ashe – The Witches of Eastwick nel ruolo di Felicia Gabriel
  - Rebecca Thornhill – Singin' in the Rain nel ruolo di Lina Lamont
  - Taewon Yi Kim – The King and I nel ruolo di Tuptim
- 2002
  - Martyn Jacques – Shockheaded Peter
  - Nancy Anderson – Kiss Me, Kate
  - Michael Berresse – Kiss Me, Kate
  - Nicholas Le Prevost – My Fair Lady nel ruolo di Colonel Pickering
- 2003
  - Paul Baker – Taboo
  - Sharon D. Clarke – We Will Rock You nel ruolo di Killer Queen
  - Jenny Galloway – My One and Only (film 2003)
  - Nichola McAuliffe – Chitty Chitty Bang Bang nel ruolo di Baroness Bomburst
  - Craig Urbani – Contact
- 2004
  - The Chorus – Jerry Springer: The Opera
  - Tracie Bennett – High Society
  - Richard Henders – Pacific Overtures
  - Jérôme Pradon – Pacific Overtures
  - Matthew White – Ragtime
- 2005
  - David Haig – Mary Poppins nel ruolo di Mr. Banks
  - Michael Crawford – The Woman in White
  - Conleth Hill – The Producers nel ruolo di Roger de Bris
- 2006
  - Celia Imrie – Acorn Antiques: The Musical! nel ruolo di Mrs. Babs
  - Tameka Empson – The Big Life
  - Tim Healy – Billy Elliot the Musical nel ruolo di Dad
  - Scarlett Strallen – H.M.S. Pinafore nel ruolo di Josephine
- 2007
  - Sheila Hancock – Cabaret nel ruolo di Frau Schneider
  - Anna Francolini – Caroline, or Change
  - Tom Goodman-Hill – Spamalot
  - Summer Strallen – The Boy Friend nel ruolo di Maisie
- 2008
  - Tracie Bennett – Hairspray nel ruolo di Velma Von Tussle
  - Elinor Collett – Hairspray nel ruolo di Penny Pingleton
  - Shaun Escoffery – Parade
  - Alistair McGowan – Little Shop of Horrors
- 2009
  - Lesli Margherita – Zorro
  - Alexander Hanson – Marguerite
  - Katherine Kinglsey – Piaf
  - Jason Pennycooke – La Cage aux Folles
  - Dave Willetts – Sunset Boulevard

### Anni 2010
- 2010
  - Iwan Rheon – Spring Awakening nel ruolo di Moriz
  - Sheila Hancock – Sister Act nel ruolo di Mother Superior
  - Maureen Lipman – A Little Night Music nel ruolo di Madame Armfeldt
  - Kelly Price – A Little Night Music nel ruolo di Anne Egerman
- 2011
  - Jill Halfpenny – Legally Blonde nel ruolo di Paulette
  - Josefina Gabrielle – Sweet Charity nel ruolo di Nickie
  - Michael Xavier – Into the Woods nel ruolo di Cinderella's Prince/Wolf
  - Summer Strallen – Love Never Dies nel ruolo di Meg Giry
- 2012[2]
  - Nigel Harman – Shrek the Musical
  - Sharon D. Clarke – Ghost the Musical
  - Sophie-Louise Dann – Lend Me a Tenor
  - Paul Kaye – Matilda the Musical
  - Katherine Kinglsey – Singin' in the Rain
- 2013[3]
  - Leigh Zimmerman – A Chorus Line nel ruolo di Sheila
  - Adam Garcia – Kiss Me, Kate nel ruolo di Bill Calhoun
  - Debbie Kurup – The Bodyguard nel ruolo di Nicki Marron
  - Siân Phillips – Cabaret nel ruolo di Fraulein Schneider
- 2014[4]
  - Stephen Ashfield - The Book of Mormon nel ruolo di Elder McKinley
  - Colman Domingo - The Scottsboro Boys nel ruolo di Mr. Bones
  - Josefina Gabrielle - Merrily We Roll Along nel ruolo di Gussie
  - Nigel Planer - Charlie and the Chocolate Factory nel ruolo di Nonno Joe